# Tom Burridge
Pour les articles homonymes, voir Burridge.
Tom Eustace Burridge, né le 30 avril 1881 à Londres dans le quartier de Pimlico et mort le 16 septembre 1965 à Chatham dans le Kent, est un footballeur anglais. Avec l'Upton Park FC, il est champion olympique de football aux Jeux olympiques de 1900 à Paris.

## Biographie
En 1900, Burridge est étudiant vétérinaire et joueur amateur au club londonien Upton Park FC. C'est à ce titre qu'il participe aux Jeux olympiques de 1900 à Paris. Le 20 octobre 1900, les Britanniques battent la sélection française 4 buts à 0 devant 500 spectateurs, devenant les premiers champions olympiques de football. Au terme de ses études, T.E. Burridge est vétérinaire au sein du Royal Army Veterinary Corps. Durant la Première Guerre mondiale, il sert dans l'armée britannique et s'élève au rang de lieutenant-colonel.

## Source
- Ressources relatives au sport :   - Olympedia
  - Team GB